# Giovanni Milani (politico)
Giovanni Milani (Padova, 9 aprile 1883 – Padova, 6 febbraio 1961) è stato un avvocato e politico italiano.
Avvocato civilista, si è occupato principalmente di previdenza e assistenza sociale. Ha promosso la costituzione dell'Ente per le case economiche e popolari di Padova, città di cui è stato sindaco dal 1920 al 1924. È stato presidente della commissione reale per l'Ordine degli avvocati di Padova e vice-presidente della camera di commercio di Padova.